# Кобыля-Гура (Опольское воеводство)
Кобы́ля-Гу́ра (пол. Kobyla Góra) — село в Польше в гмине Гожув-Слёнский Олесненского повета Опольского воеводства.

## История
Первые упоминания о селе относятся к началу XIV века. Сочинение «Liber fundationis episcopatus Vratislaviensis», издания 1305 года, упоминает о селе в латинизированной форме «Cobilagora».
В 1975—1998 годах село входило в Ченстоховское воеводство.